# Округ Даглас (Канзас)
Округ Даглас (енгл. Douglas County) је округ у америчкој савезној држави Канзас. По попису из 2010. године број становника је 110.826. Седиште округа је град Лоренс.

## Демографија
Према попису становништва из 2010. у округу је живело 110.826 становника, што је 10.864 (10,9%) становника више него 2000. године.
| Група             | 2000.          | 2010.          |
| Белци             | 84.543 (84,6%) | 90.532 (81,7%) |
| Афроамериканци    | 4.238 (4,2%)   | 4.357 (3,9%)   |
| Азијати           | 3.119 (3,1%)   | 4.146 (3,7%)   |
| Хиспаноамериканци | 3.268 (3,3%)   | 5.651 (5,1%)   |
| Укупно            | 99.962         | 110.826        |